# 이케다 노부코
이케다 노부코(池田伸子,いけだ のぶこ)은 일본의 언론인이며 NHK 소속의 여성 아나운서이다. 출생지는 니가타현 도카마치시이다. 별칭은 놋코(のっこ（ノッコ)), 철인(鉄人)이다.

## 생애
이케다 노부코(池田伸子) 아나운서는 정확한 생년월일은 나타나 있지 않지만 고향은 니가타현 도카마치시에서 태어났다. 그녀는 니가타현립 국제 정보 고등학교를 졸업하고 도쿄도에 오차노미즈 여자대학을 졸업을 했다.

## 아나운서 입사
그녀는 2009년에 NHK에 입사했다. 입사 동기로는 사토 세이타(佐藤誠太) 아나운서와 고부하루 아키코(合原 明子) 아나운서이다. 처음 발령지인 NHK 구마모토 방송국에서 시작을 했다. 2009년부터 2012년 7월까지 활동을 했었는데 그 기간에 2011년 도호쿠 지방 태평양 해역 지진이 일어났을 때 NHK 모리오카 방송국에서 긴급 파견해 재해정보를 중심으로 뉴스를 했었다. 그 후 2012년 8월 그녀는 NHK 나고야 방송국으로 옮겼다. 그녀는 2012년 8월부터 2016년 3월까지 있었다가 2016년 4월에 지금의 도쿄 NHK 방송 센터에서 현재 활동하고 있다. 그녀가 NHK 뉴스 7를 2016년 4월 4일부터 2017년 3월 31일까지 평일 NHK 뉴스 7 서브캐스터 한 후 2년만에 진행을 확정한 후에 2019년 4월 6일에 NHK의 개편으로 주말,공휴일 NHK 뉴스 7의 서브케스터로 2022년 4월 3일까지 진행을 하다가 2023년 4월 7일에 봄 개편에 따라 매주 금요일과 토요일에 NHK 정오뉴스를 진행하고 있고 거기에 NHK 오사카 방송국 뉴스 금요일 5시에 뉴스 캐스터(저녁 5시 30분)까지 하고 있다.

## 특이 사항
- 이케다(池田) 아나운서는 도쿄 NHK 방송 센터로 옮긴 후 2016년 4월 4일부터 2017년 3월 31일까지 NHK 뉴스 7과 수도권 뉴스 845의 진행을 했는데 특히 NHK 뉴스 7은 전임 쿠와코 마호(桑子真帆) 아나운서의 후임으로 했었고 그 후에 스즈키 나오코(鈴木奈穂子) 아나운서가 평일 NHK 뉴스 7을 진행했었다.
- 이케다(池田) 아나운서는 2016년 구마모토 지진이 발생했을 때 그녀가 처음으로 아나운서로써 시작을 했던 NHK 구마모토 방송국에서 파견근무를 했었다.